# LPGA Tour 2010
Le circuit de la LPGA 2010 est le circuit nord-américain de golf féminin qui se déroule sur l'année 2010. Elle se tient entre février et novembre 2010 à travers le monde par l'élite du golf féminin. L'évènement est organisé par la LPGA dont la plupart des tournois se tiennent aux États-Unis. La saison s'articule autour de vingt-six tournois dont les quatre tournois majeurs que sont le championnat Kraft Nabisco, le championnat de la LPGA, l'Open américain et Open britannique. Toutefois les deux tournois les plus dotés sont l'Open américain et l'Evian Masters, ce dernier se déroulant en France.
La Sud-coréenne Jiyai Shin termine avec le titre de Rolex Player of the Year (joueuse de l'année). Elle est toutefois devancée au classement des gains par sa compatriote Choi Na-yeon. Le titre de débutante de l'année (Louise Suggs Rolex Rookie of the Year award) est remportée par l'Espagnole Azahara Muñoz.

## Déroulement de la saison

### Début d'année réussi pour Ai Miyazato

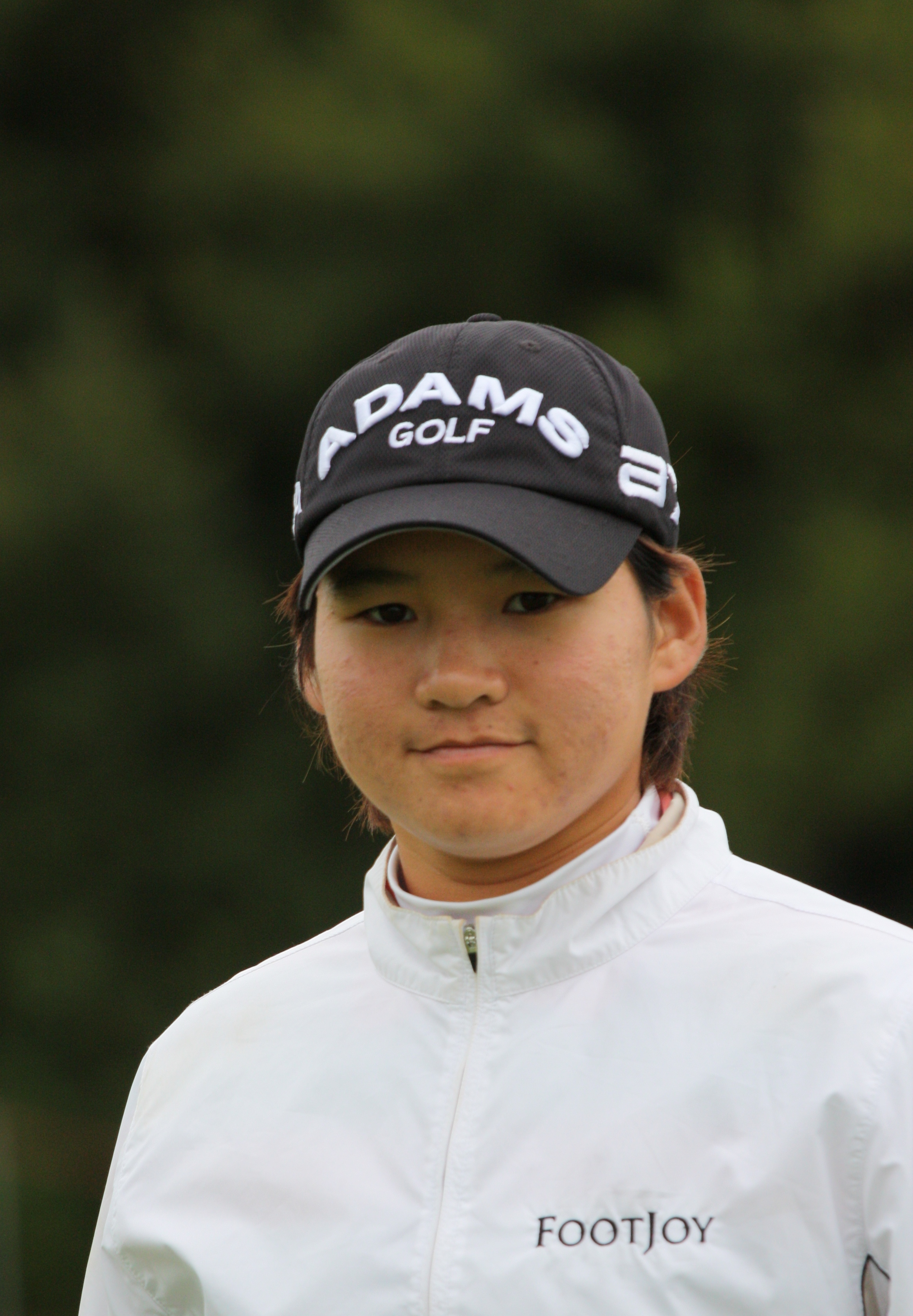
Yani Tseng remporte le premier tournoi majeur de l'année.

Le circuit 2010 de la LPGA débute en Thaïlande au Honda PTT LPGA Thailand mi-février. Ce tournoi inaugural est remporté par la détentrice du dernier Evian Masters, la Japonaise Ai Miyazato, en partie grâce à une carte de 63 rendue le dernier jour devant Suzann Pettersen et Yani Tseng. Lors du deuxième rendez-vous de l'année à Singapour au HSBC Women’s Champions, Ai Miyazato remporte son deuxième succès de l'année devant Cristie Kerr. La Japonaise remporte les deux premiers tournois de l'année sur le circuit de la LPGA, une première depuis 44 ans.

### La surprise Hee Kyung Seo et deuxième majeur pour Yani Tseng
En mars, la Sud-Coréenne Hee Kyung Seo, évoluant sur le circuit sud-coréen, est invitée au Kia Classic et remporte son premier succès sur le circuit LPGA avec six coups d'avance sur sa compatriote Inbee Park. Elle devient la quinzième joueuse de l'histoire à s'emparer d'un titre sur la LPGA sans y être membre.
Lors de la première levée du chelem de l'année avec le championnat Kraft Nabisco, la Taïwanaise Yani Tseng s'empare de son deuxième tournoi majeur de sa carrière après le championnat de la LPGA en 2008. Elle devance d'un coup Suzann Pettersen. L'Américaine Cristie Kerr remporte le deuxième majeur de l'année, le championnat de la PGA. Sa compatriote Paula Creamer remporte le troisième, l'Open américain. L'Open britannique, dernier majeur de la saison, est comme le premier remporté par la Taïwanaise Yani Tseng, sa troisième victoire en majeur.

## Calendrier 2010
| Dates             | Tournoi                              | Vainqueur         | Gains totaux ($) |
| ----------------- | ------------------------------------ | ----------------- | ---------------- |
| 18-21 fév.        | Honda PTT LPGA Thailand              | Ai Miyazato       | 1 300 000        |
| 25-28 fév.        | HSBC Women’s Champions               | Ai Miyazato       | 1 300 000        |
| 25-28 mars        | Kia Classic                          | Hee Kyung Seo     | 1 700 000        |
| 1er-4 avril       | Championnat Kraft Nabisco            | Yani Tseng        | 2 000 000        |
| 15-16 avril       | The Mojo 6 Jamaica LPGA Invitational | Anna Nordqvist    | 1 000 000        |
| 29 avril-2 mai    | Tres Marias Championship             | Ai Miyazato       | 1 300 000        |
| 13-16 mai         | Bell Micro LPGA Classic              | Se-ri Pak         | 1 300 000        |
| 20-23 mai         | Sybase Match Play Championship       | Sun Young Yoo     | 1 500 000        |
| 29-30 mai         | HSBC LPGA Brasil Cup                 | Meaghan Francella | 700 000          |
| 10-13 juin        | LPGA State Farm Classic              | Cristie Kerr      | 1 700 000        |
| 18-20 juin        | ShopRite LPGA Classic                | Ai Miyazato       | 1 500 000        |
| 24-27 juin        | Championnat de la LPGA               | Cristie Kerr      | 2 250 000        |
| 1er-4 juil.       | Jamie Farr Owens Corning Classic     | Choi Na-yeon      | 1 000 000        |
| 8-11 juil.        | Open américain                       | Paula Creamer     | 3 250 000        |
| 22-25 juil.       | Evian Masters                        | Jiyai Shin        | 3 250 000        |
| 29 juil.-1er août | Open britannique                     | Yani Tseng        | 2 500 000        |
| 20-22 août        | Safeway Classic                      | Ai Miyazato       | 1 500 000        |
| 26-29 août        | Open du Canada                       | Michelle Wie      | 2 250 000        |
| 10-12 sept.       | P&G NW Arkansas Championship         | Yani Tseng        | 2 000 000        |
| 7-10 oct.         | Navistar LPGA Classic                | Katherine Hull    | 1 300 000        |
| 14-17 oct.        | CVS/pharmacy LPGA Challenge          | Beatriz Recari    | 1 100 000        |
| 22-24 oct.        | Sime Darby LPGA Malaysia             | Jimin Kang        | 1 800 000        |
| 29-31 oct.        | Championnat de la LPGA Hana Bank     | Choi Na-yeon      | 1 800 000        |
| 5-7 nov.          | Mizuno Classic                       | Jiyai Shin        | 1 200 000        |
| 11-14 nov.        | Lorena Ochoa Invitational            | Kim In-kyung      | 1 100 000        |
| 2-5 déc.          | Championnat du circuit de la LPGA    | Maria Hjorth      | 2 000 000        |

En fond vert sont les quatre tournois majeurs.